# Festa da Boa Morte
A Festa da Boa Morte, ou Festa de Nossa Senhora da Boa Morte, é uma tradicional comemoração religiosa afro-brasileira, que ocorre anualmente e é organizada pela Irmandade da Boa Morte, ocorre no município de Cachoeira, Bahia. De caráter secular, essa festividade popular se dá no dia 13 de Agosto, inclui missa, samba e serve-se comida. O dia 15 de Agosto é dedicado a Nossa Senhora. A festa se prolonga até o dia 17 de Agosto.
É um patrimônio cultural imaterial estadual, tombado pelo Instituto do Patrimônio Artístico e Cultural da Bahia (IPAC), sob o Decreto Estadual de nº 12.227/2010.
A Festa da Boa Morte é um evento que envolve o sincretismo entre o catolicismo e o candomblé. É uma festividade de grande relevância para a cidade de Cachoeira e desperta interesse, nacional e internacional, de Jornalistas, pesquisadores e turistas.
A Irmandade de Nossa Senhora da Boa Morte, composta por mulheres negras, senhoras, devotas à Nossa Senhora e com ligação ao candomblé, organizam e realizam as festividades em homenagem a Nossa Senhora da Boa Morte e da Glória, desde 1820.

## Origem
A festa à Nossa Senhora se originou no século IX, por todo o ocidente, com a expansão do catolicismo. Chegou ao Brasil vindo de Portugal e sofreu influência da religião afro-brasileira, que pediam à Nossa Senhora da Boa Morte, o fim da escravidão, proteção e uma morte tranquila. Pelas atrocidades sofridas, os escravizados acreditavam que a morte era a libertação de seus martírios, pois para os iorubás, a morte é a religação entre o Aiê e o Orum, onde Aiê é o mundo físico e o Orum é o mundo espiritual, o mundo onde vive os Orixás e eguns.
No ano de 1820, a Irmandade de Nossa Senhora da Boa Morte foi fundada na Barroquinha, bairro da cidade de Salvador, e, neste período, começaram as festividades à Nossa senhora pelas irmãs. Sofreram perseguição e foram reprimidas pelo poder público e outras entidades religiosas, e o grupo acabou sendo extinto em Salvador. No ano de 1850, algumas irmãs de Salvador, fundaram a irmandade em Cachoeira.

## Comissão
Ocorre uma eleição anual para a escolha das integrantes da comissão da festa. A integrante pode ocupar várias vezes o mesmo cargo, como pode ocupar cargos diferentes a cada ano. Os cargos possuem um nível hierárquico e não é permitido que a integrante regrida na hierarquia.
Os cargos, em ordem hierárquica, são:
- Juíza Perpétua (cargo máximo)
- Procuradora-Geral
- Provedora
- Tesoureira
- Escrivã
- Irmãs de bolsa (estágio inicial)

## Festividades

### Uma semana antes
As irmãs de bolsas e provedoras são as responsáveis pela arrecadação de dinheiro para a festa, este ritual é conhecido como “Esmola Geral” ou “Cera de Nossa Senhora”. Circulam pelas ruas da cidade, passando por casas e comércios pedindo uma contribuição, usando uma indumentária colorida e uma sacola vermelha com o símbolo da irmandade.

### Dia 13
Dia dedicado as irmãs falecidas. Às dezoito horas e trinta minutos, vestidas de branco como a bata, camizu, torço ou ojá de cabeça, pano-da-costa, chinela e saias plissadas, as irmãs saem em procissão da Capela de Nossa Senhora D’Ajuda, com uma imagem da Nossa Senhora da Boa Morte deitada em um andor e velas em pedestais, em direção a Igreja Matriz de Nossa Senhora do Rosário. No percurso, param em frente à Casa Estrela, local onde foi a primeira sede da irmandade, e viram a imagem de Nossa Senhora da Boa Morte. Após a procissão, é servida no Largo D’Ajuda, a “Ceia Branca”. Esta ceia, servida somente com comidas brancas, sem pimenta e sem azeite de dendê, é dedicada a Mãe Maria e a Oxalá.

### Dia 14
Dia da dormição de Maria. Vestidas com a farda de gala que é a saia preta plissada e blusa branca de manga, lenço branco na cintura, pano preto nas costas, o bioco na cabeça e uma chinela branca, as irmãs saem em procissão da sede da irmandade em direção a Capela de Nossa Senhora da Boa Morte carregando a imagem de Nossa Senhora e velas, entoando cânticos fazendo menção à dormição de Nossa Senhora. Na capela, às dezenove horas, é realizada uma missa, onde as irmãs tiram o bioco, se posicionam em frente a imagem de Nossa Senhora da Boa Morte e são incensadas pelo padre. Após a missa, ocorre uma procissão pelas ruas da cidade até retornar para a capela.

### Dia 15
Dia dedicado à Nossa Senhora da Glória. Às cinco horas da madrugada ocorre a alvorada com estouro de fogos de artifícios. Pela manhã, vestidas com farda de gala, com a saia preta plissada e blusa branca de manga, pano vermelho nas costas, lenço branco na cintura, chinela branca, torço na cabeça e colares e joias, as irmãs saem em procissão da sede da irmandade carregando flores e a imagem Nossa Senhora da Glória em um andor, ajudada por alguns homens, e com a filarmônica da cidade tocando, em direção a Igreja Matriz de Nossa Senhora do Rosário. A procissão segue um roteiro mais longo, passando pela Casa da Estrela, feira, pavilhão da Universidade Federal do Recôncavo Baiano, pela entrada da Ponte D. Pedro II, capela da sede da Irmandade (onde deixam a santa), e finalizam na Igreja da Matriz. Na igreja realizam uma missa e a transferência da comissão do ano anterior para a nova comissão. Após as solenidades na igreja da Matriz, há a valsa tocada pela filarmônica, o samba de roda e a feijoada no Largo D’Ajuda.

### Dia 16
Às dezoito horas, no Largo D’Ajuda, é servido um cozido para a comunidade com samba de roda.

### Dia 17
Às dezoitos horas, é servido caruru com samba de roda.

### Após as festividades
As irmãs oferecem flores perfumadas às águas.

## Simbolismos

### A cor branca nas roupas e ceia
Simboliza o respeito à morte da Nossa Senhora. É usado no primeiro dia das festividades. Não usam colares e joias, somente as guias dos orixás.

### O pano preto nas costas
Simboliza o luto. É usado no segundo dia.

### O pano vermelho nas costas, joias e colares
Simboliza a riqueza e grandeza. É usado a partir do terceiro dia.

### A música e a dança
Simboliza o renascimento. Só ocorre a partir do terceiro dia, para celebrar a Assunção. As irmãs iniciam com a valsa, que é a música e dança intermediária e finaliza com o samba, que dá a autorização para o início do lado profano das festividades.

## Reconhecimento
A Festa da Boa Morte foi recinhecida como patrimônio cultural imaterial estadual, pelo Instituto do Patrimônio Artístico e Cultural da Bahia (IPAC), sob o Decreto Estadual de nº 12.227/2010, por se tratar de
| “ | Manifestação característica da religiosidade popular que acontece todos os anos na cidade de Cachoeira, no Recôncavo baiano. | ” |